# استفتاء مراجعة الدستور في إيران 1989
وجرى استفتاء مراجعة الدستور في إيران (بالفارسية: همه پرسی بازنگری در قانون اساسی جمهوری اسلامی ایران) في 28 يوليو 1989، إلى جانب الانتخابات الرئاسية. وافق عليها 97.6٪ من الناخبين. كان هذا هو المرة الأولی وحتی الآن المرة الوحيدة التي عدّل فيها دستور جمهورية إيران الإسلامية. وأدخل الإستفتاء عدة تغييرات على المواد 5 و 107 و 109 و 111، وأضيفت المادة 176. وألغت الحاجة إلى أن يكون المرشد الأعلى للبلاد مرجعا. وألغى منصب رئيس الوزراء، وأنشأ مجلسا أعلى للأمن القومي.

## خلفية
أجري استفتاء دستوري في إيران يومي 2 و3 ديسمبر 1979. وتم إقرار الدستور الإسلامي الجديد بنسبة 99.5 في المائة من أصوات الناخبين، مع إقبال 71.6 في المائة.
الدستور الجديد المقترح سوف يجعل إيران جمهورية إسلامية، وسيستحدث انتخابات مباشرة لرئاسة الجمهورية، وسينشئ برلمان أحادي المجلس، ويستجوب الذهاب إلى استفتاء لأي تغييرات دستورية.

### أسباب إعادة النظر في الدستور
تطورات الأوضاع في البلد لمدة عشر سنوات بعد انتصار الثورة الإسلامية، والصعود والهبوط لجمهورية إيران الإسلامية في المجالات السياسية والاقتصادية والاجتماعية خلال هذا الوقت، واضحت تدريجيا نقاط القوة والضعف في الجمهورية الإسلامية الإيرانية وأظهرت الحاجة إلى إعادة النظر المبدئية في الهيكل السياسي للبلاد والدستور. في غضون ذلك، بعض الغموض الموجودة في الدستور وعدم وجود تفسير واضح لبعض المسؤوليات والواجبات القانونية وتداخل بعض المهام لكبار المسؤولين في البلاد، خاصة في حالات حرجة وفترة الحرب العراقية الإيرانية، دفعت العديد من المفكرين والشخصيات الثورية إلی طرح مسألة إعادة النظر في الدستور لزعيم الثورة الإمام الخميني.
وكان من ضمن أهداف لتعديلات عام 1989، تعزيز وضع رئيس الجمهورية نسبياً بإلغاء منصب رئيس الوزراء، ومن الأهداف الأخرى التي استهدفها التعديل تحديد شروط المرشد وصلاحياته استعداداً لمرحلة ما بعد الخميني.
كذلك كان أحد الأهداف المتوخاة من التعديل هو إيجاد آلية لتسوية الخلاف بين جناحي السلطة التشريعية، أي مجلس الشورى ومجلس صيانة الدستور. وفي هذا المجال نص التعديل على دور لمجمع تشخيص مصلحة النظام الذي كان قد تشكل في 12 ديسمبر 1988 بناءً على قرار من الامام الخميني.
ولأن الدستور المعتمد عليه في عام 1979 لم يكن يتوقع مراجعة الدستور بصراحة، فإنّ التنفيذ القانوني لإعادة النظر في الدستور كان يتطلب موافقة الإمام الخميني كأول قائد للثورة. لهذا طرحت مجموعة من مسئولي النظام الحاجة إلى إعادة النظر في الدستور للخميني، واستجابة لهذا الطلب كتب رسالة موجهة إلى رئيس الجمهورية آنذاك آية الله خامنئي ووافق ضمنها علی إعادة النظر في الدستور.

## آلية تعديل دستور
وفي ما يتعلق بآلية تعديل دستور 1979، بعث الخميني برسالة إلى الرئيس خامنئي في عام 1988 يفيده فيها بأنه قام بتشكيل لجنة لتعديل الدستور تطويراً للإيجابيات التي كشفت عنها التجربة العملية للجمهورية الإسلامية وتصحيحاً للسلبيات التي عانتها، كما قام البرلمان الإيراني بإرسال رسالة موقع عليها من 170 من أعضائه يطالبون فيها بتعديل الدستور وذلك في أبريل 1989، عند ذلك قام الخميني في 24 أبريل 1989 بتشكيل لجنة من عشرين شخصاً «لتنقيح الدستور»(بالفارسية: شورای بازنگری در قانون اساسی)، من بينهم رئيس الجمهورية علي خامنئي ورئيس الوزراء مير حسين موسوي ورئيس مجلس الشورى علي أكبر هاشمي رفسنجاني، انضم إليها خمسة نواب من مجلس الشورى، وحضر أحمد الخميني كمراقب. أما رئيس اللجنة فكان آية الله علي مشكيني رئيس مجلس الخبراء. وقد أعطى روح الله الخميني توجيهاته لرئيس اللجنة لتوخي الإصلاحات التالية: تدعيم السلطتين التنفيذية والتشريعية وسلطة مجمع تشخيص مصلحة النظام، وتحديد آلية تعديل الدستور. وأنهت اللجنة عملها في يوليو 1989، ووافق الشعب على التعديلات. وبلغت نسبة التأييد حسب المصادر الرسمية 97.3 بالمئة ممن أدلوا بأصواتهم.

## الدستور المعدل
يقع الدستور المعدل في 177 مادة تتوزع على أربعة عشر فصلاً، تمثل عناوين الفصول من الأول إلى الثاني عشر منها تكراراً لنظيراتها في دستور 1979، أما الفصل الثالث عشر فيخصص للمجلس الأعلى للأمن القومي وهو مؤسسة جديدة استحدثت في عام 1989. وأما الفصل الرابع عشر فخصّص لإعادة النظر في الدستور بواسطة مجلس يحمل الاسم نفسه أي مجلس إعادة النظر في الدستور، وهو بدوره من المؤسسات الجديدة في الدستور. وبذلك فإن المواد المعدلة في دستور 1989 تصبح هي التالية بحسب ترتيب الفصول الاربعة عشر: 70، و85، و88، و89، و99(الخاصة بالسلطة التشريعية) و5، و57، و107، و109، و110، و111، و112 (الخاصة بالمرشد)، و60، و122، و124، و126، 127، و130، و134، و135، و136، و138 (الخاصة بالسلطة التنفيذية)، و158، و160، و162، و164(الخاصة بالسلطة القضائية)، بخلاف مادتي 177 و178(الخاصتان بمجلس الأمن القومي وإعادة النظر في الدستور المستحدثين).

### تعديلات
وتشمل بعض التغييرات التي أدخلها الدستور على مجلس الإصلاح ما يلي:
- تغيير اسم مجلس الشوری الوطني إلى مجلس الشوری الإسلامي.
- زيادة حجم مجلس الخبراء إلى 86 عضوا.
- بإلغاء منصب رئيس الوزراء.
- منح مجلس الخبراء سلطة عقد الاجتماع مرة واحدة على الأقل في السنة. وتحديد ما إذا كان المرشد الأعلى «قادرا عقليا وجسديا على القيام بواجباته الشاقة».
- وتحويل مجلس تشخيص مصلحة النظام إلى هيئة دائمة لتسوية الخلاف مجلس الشوری ومجلس صيانة الدستور، تضم أعضاء يعيّنهم المرشد الأعلى، فضلا عن ممثلين عن فروع الحكومة الثلاثة، والقوات المسلحة، وأجهزة الاستخبارات، ومجلس صيانة الدستور.[9]